# Vironvay
Vironvay – miejscowość i gmina we Francji, w regionie Normandia, w departamencie Eure. Przez miejscowość przepływa Sekwana. 
Pierwsza wzmianka o miejscowości pochodzi z 1293 roku. W latach 1870–1876 zrekonstruowano kaplicę św. Germana.
Według danych na rok 1990 gminę zamieszkiwało 276 osób, a gęstość zaludnienia wynosiła 71 osób/km² (wśród 1421 gmin Górnej Normandii Vironvay plasuje się na 634. miejscu pod względem liczby ludności, natomiast pod względem powierzchni na miejscu 779.). W roku 1999 liczba mieszkańców wyniosła 275, a gęstość zaludnienia wynosiła 72 osób/km². W 2005 roku liczba mieszkańców wynosiła 298 (52,3% mężczyzn i 47,7% kobiet). Małżeństwa stanowiły 59,8% populacji, a niezamężni 30,3%. Rozwiedzionych było 7%, a liczba wdowców wynosiła 2,9%. Stopa bezrobocia w 2005 r. osiągnęła 9,9. W 2009 roku liczba mieszkańców wynosiła 302.
Lokalną atrakcją jest zrekonstruowana kaplica oraz widok na Sekwanę. Co roku w ciągu dwóch pierwszych tygodni września obchodzone jest gminne święto świętego Gorgoniusza.